# Старая Кашовка
Старая Кашовка — деревня в Суражском районе Брянской области в составе Овчинского сельского поселения.

## География
Находится в северо-западной части Брянской области на расстоянии менее 1 км на северо-запад от районного центра города Сураж.

## История
Основана в середине XVIII веке Гудовичами как Кошовка, позднее в их владении. До 1781 входила в Мглинскую сотню Стародубского полка. Разделилась деревня на Старую и Новую Кашовку уже в XX веке. В середине XX века работал колхоз «4-я райпартконференция». В 1859 году здесь (деревня Суражского уезда Черниговской губернии) учтено было 68 дворов, в 1892—117. На карте 1941 года отмечена как поселение со 146 дворами.

## Население
| 2010 | 2013 |
| ---- | ---- |
| 222  | ↘219 |

Численность населения: 450 человек (1859 год), 486 (1892), 239 человек (русские 98 %) в 2002 году.